# Příběhy Impéria
Příběhy Impéria jsou česká příběhová hra (někdy také označovaná jako Hra na hrdiny, anglicky Roleplaying Game), která vyšla v listopadu roku 2009. Hra je zasazena do viktoriánského světa 19. století, kde magie, kouzla a bytosti jako elfové nebo skřítci stále procházejí zemí, zatímco průmyslová revoluce je v plném proudu. Ve světě hry se tak vedle sebe vyskytují automatoni i mágové, stejně jako složité stroje plné ozubených kol a chrlících páru existují vedle kouzelných světů a Férie.
Hlavní příručka byla později doplněna o dvojici rozšiřujících knih – v roce 2010 vyšla příručka Rukověť mága (která se zaměřuje na magii, čáry a kouzlení) a v roce 2012 pak příručka Kniha dobrodružství (která dále rozšiřuje herní možnosti).

## Svět
Svět hry je založen na historickém viktoriánském světě devatenáctého století, kdy ulice Londýna plnil dusivý dým továren a výhní, zatímco parní stroje poháněly průmyslovou revoluci. Je ale doplněna o kouzla a čáry, o kterých autoři tvrdí, že existují vedle technologie. Anglickými nočními uličkami tak ve hře procházejí mágové, skřítci i elfové a mezi lidmi žijí v kabátech a cylindrech skřeti, faunové a další podivná stvoření.
V této hře jsou na denním pořádku vraždy, tajemná zmizení, podivné rituály, zlá magie i podivné bytosti, jenž obchází ulice i prastaré anglické hvozdy. Mocné domy mágů tu vedou své spory a občas i boje v sychravých britských ulicích i ve světech kouzel a Férii. Různé frakce v parlamentu a Sněmovně Lordů se snaží získat vliv a prosadit své záměry a často se za politikou skrývají smrtící a nebezpečné intriky a konspirace.
Svět sám je popsaný v základní příručce, doplňující knihy jej pak rozšířily o další prvky a možnosti. V základní knize je velká kapitola věnována britskému Impériu, které je těžištěm hry, další části ale popisují i prostředí ostatních koutů světa.

## Systém
Hra je založena na upraveném zahraničním systému FATE, který byl přepracován a rozšířen, aby vyhovoval potřebám viktoriánských zápletek. Celý systém je velmi jednoduchý, aby nebránil tomu, na co se hra soustřeďuje – a to je vyprávění příběhů.
Systém využívá čtveřici vlastních kostek (na dvou stranách jsou označeny symbolem +, na dvou – a dvě strany jsou prázdné) a jednotného principu hodu, který se aplikuje na širokou škálu problémů. Jeden druh hodu umí vyhodnotit jak velké bitvy armád nebo flotil, tak souboj v laboratoriu šíleného vynálezce nebo šachové utkání dvou postav. Veškerá pravidla jsou obsažena v základní příručce a kromě kostek není ke hraní nic dalšího třeba.

## Vývoj
Hra začala vznikat kolem Vánoc roku 2008, když se bratři Jonáš a Kryštof Ferencovi rozhodli pracovat na příběhové hře z viktoriánského prostředí. Práce na ní byly úspěšně završeny, když 13. dubna 2009 vyšla volně stažitelná verze knihy. Vznikla i takzvaná „nultá tištěná verze“, když autoři vydali knihu v malém nákladu pro známé a přátele.
Oba bratry poté oslovilo tehdy vznikající nakladatelství Mytago, které se rozhodlo hru vydat. Autoři hru pro potřeby tištěné verze dále přepracovali, doplnili a opravili a tato vylepšená verze pak vyšla tiskem 20. listopadu 2009 s originálními ilustracemi Kryštofa Ference. Ke knize vznikl první český knižní trailer vůbec, později vznikly knižní trailery i k doplňujícím příručkám.
Poté následovaly práce na dvou rozšiřujících příručkách (které vyšly 13.7. 2010 a 4.9. 2012), několika doplňujícím materiálům, článkům a především aktualizace facebookové stránky, kde téměř denně vychází doplňující informace a dodatečné materiály.

### Recenze
- Vůně dobrodružství – recenze v internetovém časopisu Drakkar (html verze)
- Příběhy Impéria ukazují sílu vyprávění – recenze na stránce Topzine.cz
- Recenze Příběhů Impéria Archivováno 24. 12. 2015 na Wayback Machine. – recenze na stránce Mfantasy.cz
- Recenze SotE – recenze na stránce d20.cz